# Sympiesis japonica
Sympiesis japonica är en stekelart som beskrevs av Kamijo 1965. Sympiesis japonica ingår i släktet Sympiesis och familjen finglanssteklar. Inga underarter finns listade i Catalogue of Life.